# 中西幸重
中西 幸重（なかにし ゆきしげ、1891年（明治24年）1月1日 - 没年不詳）は、日本の政治家。三重県宇治山田（現・伊勢市）市長、伊勢市長。

## 来歴
三重県度会郡神社町（現・伊勢市）出身。神社港で旅館業を営む両親のもと生まれる。 1911年（明治44年）3月、三重県師範学校（現・三重大学）卒業後、小学校教諭を経て1914年（大正3年）関西大学専門部法科へ入学。卒業一か月前に、旧軍閥打倒の護国戦争に投じるため中華民国上海へ渡った。1919年（大正8年）に帰国後は東京労働日報主筆に就任する傍ら、尾崎行雄に師事し大野伴睦らと共に普選運動を展開した。
1929年（昭和4年）3月、神社町助役、1933年（昭和8年）同町会議員、1947年（昭和22年）宇治山田市議会議員、1951年（昭和26年）三重県議会議員となる。
1952年（昭和27年）10月から旧宇治山田市長を務め、他村を合併して1955年（昭和30年）1月1日、市名を伊勢市に変更した。1956年（昭和31年）4月に市長を退任した。